# Helen Margaret Gilkey
Helen Margaret Gilkey (1886–1972) fue una micóloga y botánica estadounidense, además de ilustradora botánica y acuarelista. Nació el 6 de marzo de 1886 en Montesano, Washington y se mudó a Corvallis, Oregón con su familia en 1903. Murió en 1972 a la edad de 86 años.

## Educación
Gilkey recibió una licenciatura y una maestría de Oregon Agricultural College (ahora Universidad Estatal de Oregón) por sus estudios en botánica (incluida micología) e ilustración botánica. Continuó sus estudios en la Universidad de California en Berkeley, y en 1915 se convirtió en la primera mujer en recibir un Ph.D en botánica. La tesis doctoral de Gilkey se centró en la taxonomía de las trufas de América del Norte (orden Tuberales), y su disertación publicada sigue siendo una contribución importante al estudio de la taxonomía de las trufas en América del Norte.

## Carrera
Después de completar sus estudios de doctorado, Gilkey trabajó como ilustradora científica. Contribuyó con ilustraciones originales al Manual de plantas con flores de California de Willis Linn Jepson. En 1918, Gilkey consiguió un puesto como curadora de herbario en el Colegio Agrícola de Oregón. Gilkey fue conocida por sus extensos estudios sobre las trufas, pero también realizó investigaciones sobre plantas vasculares. Gilkey describió muchas especies de trufas de los Estados Unidos, así como algunas de Argentina y Australia. Su monografía de 1939 es el trabajo más completo sobre Tuberales de América del Norte. La abreviatura de autora estándar Gilkey se usa para indicar a esta persona como la autora cuando se cita un nombre botánico. A lo largo de su carrera académica, Gilkey publicó muchos libros y más de 40 artículos científicos, siendo el último libro su Handbook of Northwestern Plants, publicado en 1967.

## Premios y honores
En 1952, Gilkey recibió el premio "Científico Sobresaliente" de la Academia de Ciencias de Oregón, y ganó el mismo premio de la Asociación Northwest Scientific en 1969. En 2006, el género de trufas Gilkeya fue nombrado en su honor.